# الصبية
الصبية منطقة سهلية واسعة تقع في شمال جون الكويت. تعدّ المنطقة حتى الآن غير آهلة بالسكان. لكن وجود المنتزهات البحرية والبرية وخصوصا محمية الشيخ صباح الأحمد الصباح قد جعلها منطقة ترفيهية.
هنالك مشروع مخطط وقيد التنفيذ لتحويل أرض الصبية إلى مدينة سكنية ضخمه وتغيير اسم المنطقة من الصبية إلى مدينة الحريرضمن رؤية الكويت 2035م. وهنالك أيضا جسر يربط مدينة الكويت بالصبية "جسر الشيخ جابر الأحمد الصباح" الذي افتتح عام 2019.

## تاريخ
يرجع تاريخ منطقة الصبية الى آلاف السنين ما قبل التاريخ. ومن المواقع الأثرية المهمة هي بحرة 1 وتم العثور على بقايا هياكل بنيان. وتم العثور أيضا على قطع من الفخار يعود اللى فترة العبيد جلبت من العراق، وأيضا على بعض الفخاريات المحلية الصنع.